# Pisces Iscariot
Pisces Iscariot è una raccolta di B-side del gruppo The Smashing Pumpkins, pubblicata nel 1994 dalla Virgin Records.

## Il disco
Pisces Iscariot è la prima raccolta degli Smashing Pumpkins ed è formata esclusivamente da B-side e materiale scartato dei precedenti album.
Inizialmente l'album uscì solo per il mercato americano, essendo le tracce già presenti nelle versioni Europee dei singoli tratti da Gish e Siamese Dream.
Le quattordici tracce ricalcano i diversi suoni sperimentati nei primi due album della band, si va quindi dalle ballate alle canzoni ai limiti dell'hard rock (Starla), dalle tracce appena sussurrate (come Soothe e Obscured) con Corgan accompagnato esclusivamente dalle chitarre acustiche ai temi cantati da James Iha (Blew Away).
Trovano spazio anche due cover, un'acida versione di Girl Named Sandoz degli Animals e la ballata per eccellenza dei Fleetwood Mac, Landslide.
Il successo inaspettato dell'album ne fece un apripista fondamentale per quello che verrà poi definito da molti critici come il capolavoro degli Smashing Pumpkins Mellon Collie and the Infinite Sadness.

## Curiosità
- Inizialmente il disco avrebbe dovuto intitolarsi Neptulius[1].

## Tracce
Tutti i brani sono di Billy Corgan, tranne dove diversamente specificato.
1. Soothe – 2:36
2. Frail and Bedazzled – 3:17
3. Plume – 3:37 (Billy Corgan, James Iha)
4. Whir – 4:10
5. Blew Away – 3:32 (James Iha)
6. Pissant – 2:31
7. Hello Kitty Kat – 4:32
8. Obscured – 5:22
9. Landslide (Fleetwood Mac cover) – 3:10 (Stevie Nicks)
10. Starla – 11:01
11. Blue – 3:19
12. Girl Named Sandoz (The Animals cover) – 3:34
13. La Dolly Vita – 4:16
14. Spaced – 2:24

## Componenti
- Jimmy Chamberlin - batteria
- Billy Corgan - voce, chitarra, produttore, fotografia, packaging
- James Iha - chitarra, voce, produttore
- D'arcy Wretzky - basso e voce

### Altro
- Kerry Brown - produttore
- Dale Buffin Griffin - produttore
- Butch Vig - produttore
- Ted de Bono - produttore
- Rachel Gutek - design assistant
- Michael Meister - fotografia, packaging